# 康城體育會
康城體育會（法語：Association Sportive de Cannes Football，法語發音：[asɔsjɑsjɔ̃ spɔʁtiv də kan]），通常稱為AS康城或康城，是一家位於法國戛纳的職業足球會。康城體育會成立於1902年，目前參加全國第五級別的法國全國丙組聯賽。 
雖然康城體育會是首屆法國甲組足球聯賽的始創成員之一，並且獲得亞軍，但之後大部分時間處於低組別聯賽。球會迄今為止的最高榮譽是1932年贏得法國盃。康城上一次參加法甲聯賽是1997-98年賽季。
康城體育會最引人注目的是出產多位法國國家隊成員，包括1998年世界盃冠軍成員薛尼丁·施丹及柏迪·韋拉，另外前國家隊成員約翰·麥哥特、基捷·基治、施巴斯坦·費爾同樣於康城出道。

## 球隊榮譽
- 法國甲組足球聯賽：

 亞軍 (1)： 1932–33
- 法國盃：

 冠軍 (7)：1932

## 外部連結
- 官方网站 （法語）